# Alida Gray
Pour les articles homonymes, voir Gray.
Alida Gray née le 12 avril 1977 à North Hollywood Los Angeles en Californie (États-Unis), est une pratiquante de MMA américaine. Elle combat actuellement à l'Invicta Fighting Championships.

## Parcours en MMA

### World Series of Fighting
Au mois de décembre l'organisation World Series of Fighting annonce que le 18 janvier 2014 au Seminole Hard Rock Hotel & Casino à Hollywood en Floride (États-Unis), Alida Gray (4-0) sera opposée à l'Américaine Jessica Aguilar (16-4) pour se disputer le titre inaugural WSOF poids pailles 115 lb (52 kg).
Le 18 janvier 2014 Alida Gray subit sa première défaite. Jessica Aguilar l'emporte à la suite d'une soumission (étranglement en triangle) et prend le titre de WSOF poids pailles.

### Invicta Fighting Championships
Le 5 décembre 2014 à Houston, Alida Gray est opposée à la Mexicaine Alexa Grasso. Elle combat pour la première fois au sein de l'Invicta FC. Alexa Grasso passe rapidement à l'offensive et parviens a toucher plusieurs fois son adversaire par des directs et des uppercuts. Alida Gray fini par tomber à genoux et l'arbitre s'interpose pour stopper le combat. Alida Gray perd pour la seconde fois consécutive et son compteur passe à 4-2.

## Palmarès en MMA
| 7 combats      | 4 victoires | 3 défaites |
| Par KO         | 3           | 2          |
| Par soumission | 1           | 1          |
| Sur décision   | 0           | 0          |

| Résultat | Record | Adversaire                | Méthode                               | Événement                                | Date             | Round | Temps | Lieu                               | Notes |
| -------- | ------ | ------------------------- | ------------------------------------- | ---------------------------------------- | ---------------- | ----- | ----- | ---------------------------------- | ----- |
| Défaite  | 4–3    | Angela Hill               | KO (coup de genou au corps)           | Invicta FC 15: Cyborg vs. Ibragimova     | 16 janvier 2016  | 1     | 1:39  | Costa Mesa, Californie, États-Unis |       |
| Défaite  | 4–2    | Alexa Grasso              | TKO (coups de poing)                  | Invicta FC 10: Waterson vs. Tiburcio     | 5 décembre 2014  | 1     | 1:47  | Houston, Texas, États-Unis         |       |
| Défaite  | 4–1    | Jessica Aguilar           | Soumission (étranglement en triangle) | WSOF 8: Gaethje vs. Patishnock           | 18 janvier 2014  | 1     | 2:45  | Hollywood, Floride, États-Unis     |       |
| Victoire | 4–0    | Katie Klimansky-Casimir   | TKO (coups de poing)                  | Sugar Creek Showdown 20: Vinte           | 23 novembre 2013 | 2     | 2:15  | Oklahoma, États-Unis               |       |
| Victoire | 3–0    | Soannia Tiem              | KO (coups de poing)                   | 4/7 Entertainment 12: State of Emergency | 26 octobre 2013  | 3     | 0:05  | Texas, États-Unis                  |       |
| Victoire | 2–0    | Jessica Armstrong-Kennett | TKO (coups de poing and elbows)       | Rocktagon MMA 28: Journey of Champions 1 | 26 juillet 2013  | 2     | 2:40  | Texas, États-Unis                  |       |
| Victoire | 1–0    | Patricia Vidonic          | Soumission (clé de bras)              | Sugar Creek Showdown 17: Mayhem          | 1er juin 2013    | 2     | 2:19  | Oklahoma, États-Unis               |       |